# Blackwell in the Peak
Blackwell – wieś w Anglii, w hrabstwie Derbyshire, w dystrykcie Derbyshire Dales, w civil parish Blackwell in the Peak. Leży 43 km na północny zachód od miasta Derby i 225 km na północny zachód od Londynu.